# 蒂伯西奥·罗德理
蒂伯西奥·罗德理格斯·伊·穆诺兹（西班牙語：Tiburcio Rodríguez y Muñoz，1829年—1906年8月15日），是西班牙的外交官、政治家、作家，曾担任驻清朝公使、驻日本公使。